# شاين هانا
شاين هانا (بالإنجليزية: Shane Hannah)‏ هو لاعب كرة قدم أمريكية أمريكي، ولد في 21 أكتوبر 1971 في دايتون في الولايات المتحدة.